# Intencionalidad compartida
La intencionalidad compartida es un concepto en psicología que describe la capacidad humana de interactuar con los estados psicológicos de los demás. Según la sabiduría convencional en las ciencias cognitivas, la intencionalidad compartida apoya el desarrollo de todo, desde las interacciones cooperativas y la asimilación de conocimientos hasta la identidad moral y la evolución cultural que proporciona la construcción de sociedades, siendo un requisito previo para la formación de la realidad social. 
El conocimiento sobre la intencionalidad compartida se ha ido desarrollando desde finales del siglo pasado. Esta construcción psicológica se introdujo en la década de 1980 con una definición sencilla de compartir estados psicológicos entre los participantes sin atribuir a la edad en que comienza.    El desarrollo del conocimiento sobre las interacciones madre-hijo ha aportado atributos adicionales sobre la aparición de intencionalidad compartida; Permite a los niños de un año el aprendizaje cultural.  Posteriormente, Tomasello et al. especificó que, incluso al nacer, los bebés captan una intencionalidad compartida con los cuidadores; esta capacidad de compartir estados psicológicos con otros surge inmediatamente después del nacimiento.  Tomasello planteó la hipótesis de que los vínculos sociales aumentan gradualmente entre los niños y sus cuidadores a través de la fuerza motriz esencial de la intencionalidad compartida a partir del intercambio de emociones desde el nacimiento. 
En 2022, Michael Tomasello recibió el Premio David Rumelhart 2022 de la Cognitive Science Society como premio por sus conocimientos sobre la evolución de la cognición y, específicamente, el desarrollo del conocimiento sobre la contribución de la intencionalidad compartida a la cognición y la formación de la realidad social. 
El concepto se acerca ligeramente a la intencionalidad colectiva. La noción filosófica de intencionalidad colectiva define la capacidad de los colectivos para formar co-intenciones cuando los individuos se dirigen conjuntamente hacia objetos, cuestiones de hecho, estados de cosas, metas o valores. Esta co-intención ocurre cuando dos o más individuos emprenden juntos una tarea consciente. El atributo de la intencionalidad colectiva se define en la conciencia del objeto de una intención común, en el poder consciente de las mentes para dirigirse conjuntamente hacia una meta. Se piensa que la intencionalidad colectiva sólo implica intenciones conscientes: los antecedentes causales de la acción. Por lo tanto, sólo a los tres o cuatro años, después de años de interacción continua con otras personas, los niños pueden desarrollar una capacidad de intencionalidad colectiva, que actúa como comprensión de instituciones culturales basadas en creencias y prácticas colectivas.  Por el contrario, el constructo psicológico de la intencionalidad compartida describe procesos inconscientes durante el aprendizaje social al inicio de la vida, cuando los organismos en la subetapa de reflejos simples de la etapa sensoriomotora del desarrollo cognitivo no poseen pensamiento abstracto.  Esta diferencia entre ambos conceptos implica la posibilidad de que existan dos procesos neurofisiológicos diferentes subyacentes a su aparición.
En los últimos años, el constructo psicológico de la intencionalidad compartida se está explorando desde diferentes perspectivas mediante el estudio de: por ejemplo, los procesos cognitivos implicados en la creación y el mantenimiento de la actividad grupal cooperativa,  la actividad neuronal colaborativa en estudios de neurociencia intercerebrales,       y desempeño grupal en estudios psicofisiológicos.      Sin embargo, la naturaleza de la interacción en la intencionalidad compartida no está clara, ya que ocurre incluso en bebés, organismos en la etapa de desarrollo de reflejos simples. 

## Definiciones
En el pensamiento clásico, una definición es una declaración de la esencia de una cosa. La intencionalidad compartida es una variable latente que sólo puede inferirse indirectamente. La definición de este constructo psicológico debe considerarse cuidadosamente porque el impacto traslacional de la investigación depende de cómo definimos este fenómeno implícito. La definición de intencionalidad compartida debería constituir futuras direcciones de investigación, por ejemplo, para comprender los procesos neurofisiológicos que subyacen a la focalización cooperativa en los individuos. El estudio sobre la intencionalidad compartida comenzó entendiendo el fenómeno como la capacidad de permitir interacciones coordinadas y colaborativas posibilitadas por una motivación para compartir estados mentales. Sin embargo, como esta comprensión mutua del objetivo se consigue incluso en los recién nacidos, la esencia del fenómeno no está clara. La definición debería explicar los significados de un constituyente tan fundamental para este constructo como el modo en que puede ocurrir este intercambio de estados mentales, considerando la edad del organismo que exhibe esta habilidad. La definición inicial no dejó claro cómo los bebés son capaces de percibir la intencionalidad compartida mientras no pueden comunicarse a través de señales sensoriales al comienzo del aprendizaje social. Incluso la esencia de un estado mental en esta etapa del desarrollo necesita clarificación.
Basándose en conocimientos recientes de la investigación en neurociencia, una hipótesis sobre los fundamentos neurofisiológicos de la intencionalidad compartida especificaba que esta interacción colaborativa surge en las parejas madre-hijo al nacer para compartir el estímulo sensorial esencial del problema cognitivo real.    Este vínculo social permite el entrenamiento ecológico de organismos inmaduros, comenzando en la subetapa de reflejos simples de la etapa sensoriomotora del desarrollo cognitivo. 

## Contribuciones
La intencionalidad compartida es un impulsor del aprendizaje ambiental de los organismos en el inicio de la cognición. La importancia de esta noción es que define la comunicación preperceptiva, que contribuye a la asimilación del conocimiento ambiental inicial en el período en el que los organismos no pueden comunicarse a través de señales sensoriales. En esta etapa, los organismos ni siquiera son capaces de apuntar; sólo pueden mostrar una conducta dirigida a un objetivo mediante reflejos primitivos. Incluso la percepción de los objetos no puede aparecer por sí sola en esta etapa del desarrollo. Los organismos deben obtener una representación holística del entorno antes de comenzar la percepción para luego procesar con éxito la organización, identificación e interpretación de la información sensorial.  Esta explicación del significado de la intencionalidad compartida también produce un razonamiento analítico de por qué se define como una interacción inconsciente en la que el organismo receptor inmaduro experimenta la capacidad de seleccionar el único estímulo al que se dirige el organismo contribuyente maduro. 
Una explicación de los procesos neurofisiológicos durante esta interacción inicial es tan intrigante como esencial, ya que revela perspectivas para comprender la percepción y la conciencia e incluso promueve avances en muchos campos del conocimiento, desde la biomedicina hasta la inteligencia artificial. En medicina, la evaluación de la magnitud de la intencionalidad compartida en la díada madre-hijo puede contribuir a evaluar el desarrollo cognitivo de los niños.   El progreso en el conocimiento de los procesos subyacentes de intencionalidad compartida puede proporcionar la gestión de redes neuronales artificiales de prótesis inteligentes a través de un vínculo con la red sensoriomotora humana.  La viabilidad de integrar el cerebro humano con una computadora muestra el camino hacia una nueva etapa en el diseño de inteligencia artificial. 

## Hipótesis neurofisiológica
Hoy en día, sólo una hipótesis tiende a explicar los procesos neurofisiológicos durante la intencionalidad compartida en la complejidad integrativa desde niveles de dinámica celular a interpersonal. Según Val Danilov,  La intencionalidad compartida surge en la díada madre (contribuyente) e hijo (receptor) bajo condiciones específicas que coinciden con el modelo de comunicación madre-feto. Este modelo de interacción entre organismos estrechamente relacionados se describe por los siguientes atributos: (i) aprendizaje social en una falta de interacción sensorial significativa entre ellos; (ii) estímulos ininteligibles (para el receptor) en un contexto ecológico compartido; (iii) un único oscilador armónico de baja frecuencia. 
Al principio, la dinámica interpersonal en estos organismos relativos mantiene el mecanismo heredado de arrastre social del receptor al ritmo sociobiológico del contribuyente, sincronizando los procesos fisiológicos en estos organismos. Por lo tanto, a nivel celular, se produce una coordinación de la actividad neuronal gamma en cada organismo en redes separadas similares de diferentes subsistemas que son relevantes para la dinámica interpersonal de estos organismos en el contexto ecológico específico. 
Los latidos cardíacos aumentados del contribuyente (oscilador de baja frecuencia) coordinan la coordinación temporal gamma central y periférica en cada organismo mediante la anidación de oscilaciones gamma de redes locales (interferencia de ondas delta y gamma). La coordinación gamma-temporal local modulada de manera similar en diferentes zonas del cerebro de los diferentes sistemas nerviosos proporciona una actividad neuronal coordinada que puede proporcionar un procesamiento neuronal integrado.  Entonces, debido a la dinámica interpersonal, el contexto ecológico compartido y el oscilador de baja frecuencia, las células e incluso sus redes en diferentes sistemas nerviosos se comportan de manera coordinada (acoplamiento neuronal no local), y el procesamiento neuronal integrado en todos los organismos es similar.  En estas condiciones, cada acto intencional del contribuyente se convierte en un modelo para el sistema nervioso del receptor: las "instrucciones" sobre la organización estructural sináptica correspondientes a un estímulo sensorial específico. 
En resumen, los latidos del corazón de la madre pueden sincronizar las ondas gamma cerebrales de conjuntos neuronales centrales y periféricos ya excitados, similares en ambos organismos debido al arrastre fisiológico en el ecosistema compartido y, debido a esta armonía fisiológica, la activación de redes sensoriomotoras específicas en el arrastre de la madre. los del feto; y debido al ecosistema compartido, este compromiso entrena al sistema nervioso joven para responder correctamente a ciertos estímulos sensoriales a través de mecanismos estadísticos basados en numerosos ensayos y errores exitosos.   De esta manera, un acto intencional del contribuyente se convierte simultáneamente en una apariencia de percepción subliminal en el receptor. Por lo tanto, el acoplamiento neuronal no local proporciona una percepción subliminal en el receptor, similar al acto intencional del contribuyente. La intencionalidad compartida le da al receptor una pista directa del estímulo relevante, proporcionando comunicación preperceptiva. 
El enfoque de intencionalidad compartida intenta combinar el externalismo con ideas empiristas del inicio de la cognición a través del aprendizaje en el entorno. Según este grupo de posiciones en la filosofía de la mente (externalismo), los símbolos comunicativos están codificados en propiedades topológicas locales de mapas neuronales,  que reflejan un modelo dinámico de acción.  La red neuronal sensoriomotora permite conectar la señal relevante a un símbolo específico almacenado en las estructuras sensoriomotoras, lo que revela significados encarnados.   Desde esta perspectiva, la hipótesis de la intencionalidad compartida también complementa la Teoría del Conocimiento Central, siendo incluso la hipótesis autosuficiente e independiente.